# Amara (Zezea)
Amara (Zezea) – podrodzaj rodzaju Amara, chrząszczy z  rodziny biegaczowatych i podrodziny Pterostichinae.

## Taksonomia
Takson opisał w 1929 roku Ernő Csiki. Gatunkiem typowym jest Feronia angustata Say, 1823.

## Występowanie
Podrodzaj rozprzestrzeniony holarktycznie. Do fauny europejskiej należy 13 gatunków. W Polsce występuje 7 następujących taksonów:
- A. chaudoiri incognita Fassati, 1946
- A. concinna C. Zimmermann, 1832
- A. fulvipes Audinet-Serville, 1821
- A. plebeja (Gyllenhal, 1810)
- A. strandi Lučnik, 1933
- A. strenua C. Zimmermann, 1832
- A. tricuspidata Dejean, 1831

## Systematyka
Do tego podrodzaju należą 23 opisane gatunki:
- Amara angustata (Say, 1823)
- Amara angustatoides Hieke, 2000
- Amara chaudoiri Schaum, 1858
- Amara concinna C. Zimmermann, 1832
- Amara davidi Tschitscherine, 1897
- Amara erythrocnema Dejean, 1828
- Amara flebilis (Casey, 1918)
- Amara floralis Gaubil, 1844
- Amara fulvipes Audinet-Serville, 1821
- Amara gorevillei Hieke, 1970
- Amara hypsophila Antoine, 1953
- Amara inexspectata Hieke, 1990
- Amara kavanaughi Hieke, 1990
- Amara kulti Fassati, 1947
- Amara longula LeConte, 1855
- Amara pallipes Kirby, 1837
- Amara plebeja (Gyllenhal, 1810)
- Amara reflexicollis Motschulsky, 1844
- Amara refulgens Reiche, 1876
- Amara rufipes Dejean, 1828
- Amara scitula Zimmermann, 1832
- Amara strandi Lutshnik, 1933
- Amara strenua C. Zimmermann, 1832
- Amara tricuspidata Dejean, 1831